# Vasi Volán
Vasi Volán ([ˈvɒʃi ˈvolaːn]) est une compagnie de bus d'État hongroise desservant Szombathely et le comitat de Vas. En janvier 2015, elle a fusionné ainsi que d'autres compagnies dans le ÉNYKK.